# Donots

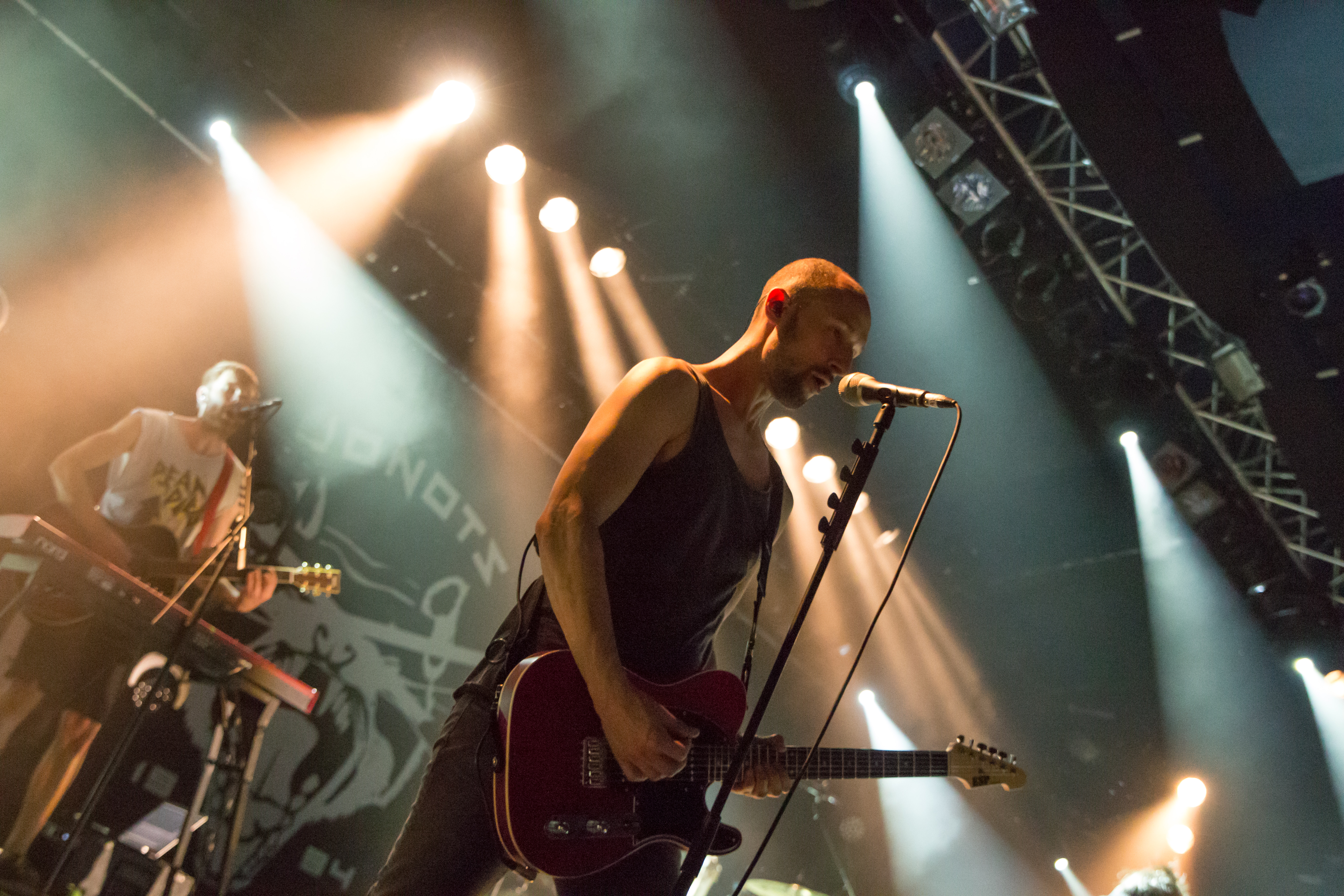
Alex Siedenbiedel. Zelt-Musik-Festival we Fryburgu Bryzgowijskim, 2015.

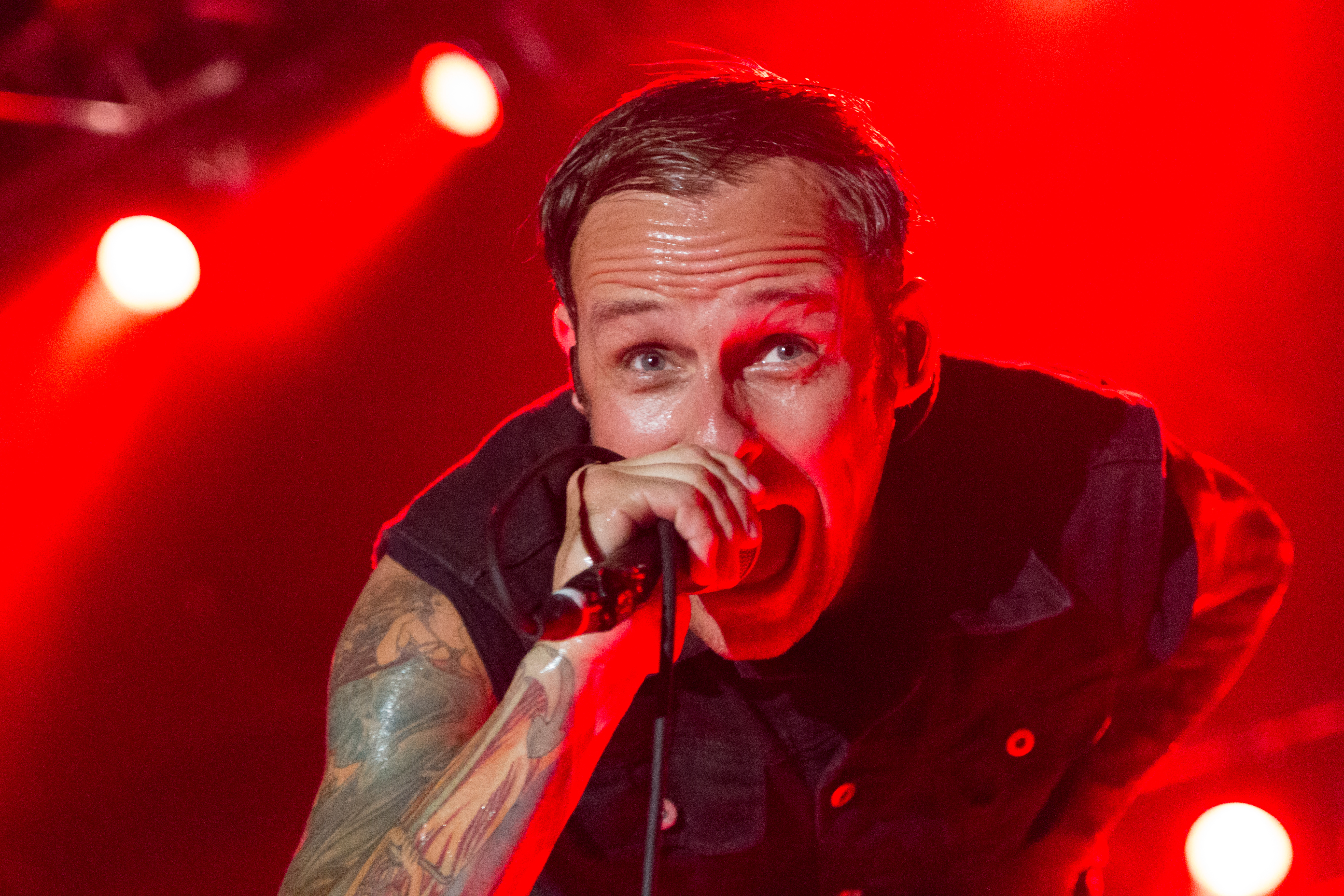
Ingo Knollmann. Zelt-Musik-Festival we Fryburgu Bryzgowijskim, 2015.

Donots – zespół rockowy, założony w 1994 roku w Niemczech. Utwory Whatever happenened to the 80s i Stop the Clocks przyczyniły się najbardziej do jego popularyzacji. Najnowszy album, The Long Way Home, wydany został w marcu 2010, nakładem własnej wytwórni płytowej grupy, Solitary Man Records.

## Skład
- Ingo Knollmann (wokalista, gitarzysta)
- Guido Knollmann (gitarzysta)
- Alexander Siedenbiedel (gitarzysta)
- Eike Herwig (perkusista)
- Jan-Dirk Poggemann (basista)

## Dyskografia

### Albumy studyjne
- (1996) Pedigree Punk
- (1998) Tonight's Karaoke Contest Winners
- (1999) Better Days Not Included
- (2001) Pocketrock
- (2002) Amplify The Good Times
- (2004) Got The Noise
- (2008) Coma Chameleon
- (2010) The Long Way Home
- (2012) Wake The Dogs
- (2015) Karacho